# Kurt Lücken
Kurt Lücken (* 12. Juli 1900 in Gernsheim; † 3. August 1972) war ein deutscher Nationalökonom, Landgerichtsdirektor in Marburg und außerplanmäßiger Professor am Sozialpädagogischen Seminar der Philipps-Universität Marburg für Jugendrecht und Jugendfürsorgerecht.

## Leben
1918 schloss Kurt Lücken am Darmstädter Realgymnasium die Schule ab. Er studierte Rechtswissenschaften und legte 1922 in Gießen das erste, im Jahr 1925 in Darmstadt das zweite juristische Staatsexamen ab. Er studierte auch bei Christian Jasper Klumker in Frankfurt am Main und wurde dort 1926 mit einer Dissertation über katholische Erziehungsvereine zum ersten Mal in Nationalökonomie promoviert. 1944 wurde er in Gießen mit einer Dissertation über das eheliche Verkehrsrecht auch juristisch promoviert. Lücken arbeitete als Richter, unter anderem in Gießen, und saß einer Zivil- und zeitweise einer Strafkammer vor. Zum 15. Juni 1950 wurde Lücken Landgerichtsdirektor in Marburg sowie stellvertretender Landgerichtspräsident bis 1963.
Zugleich engagierte er sich für die Jugendwohlfahrt. Ab 1947 lehrte er an der Universität Marburg, ab 1948 auch an der Hochschule für Bodenkultur und Veterinärmedizin Gießen. Gemeinsam mit Elisabeth Blochmann war er einer der Mitbegründer des Sozialpädagogischen Seminars, an dem auch Hermann Stutte und Werner Villinger mitwirkten. Nach dem Zweiten Weltkrieg war er bis 1958 Universitätsrat der Universität Marburg.
Lücken war unter anderem Mitbegründer der Bundesvereinigung Lebenshilfe (allerdings nicht Mitglied der Gründungsversammlung), war Beiratsmitglied in der Caritas, dem AFET und weiteren Verbänden.

## Auszeichnungen
- 1952: Honorarprofessur an der Universität Marburg[4]
- 1952: Gastprofessur an der Päpstlichen Katholischen Universität Rio de Janeiro[4]
- 1964: Verdienstkreuz 1. Klasse des Verdienstordens der Bundesrepublik Deutschland[7]

## Schriften (Auswahl)
- Der Vinzenzverein und seine sozial-caritative Bedeutung, Köln: Generalsekretariat der Vinzenz-Vereine Deutschlands, 1921.
- Das Seraphische Liebeswerk und P. Cyrillus Reinheimer, in: Caritas NF 3 (1924), S. 101–105.
- Die katholischen Erziehungsvereine im Deutschen Reiche. Dissertation, Universität Frankfurt am Main, 1926.
- Die Arbeit des Vinzenzvereins und ihr Verhältnis zur öffentlichen Wohlfahrtspflege, in: Vinzenz-Blätter 14 (=1926), S. 23–25.
- Vinzenzverein und öffentliche Fürsorge, in: Hermann Bolzau (Hrsg.): Vinzenzgeist und Vinzenzverein. Festgabe zum Hundertjährigen Bestehen des Vinzenzvereins. (VGG Erste Vereinsschrift 1933), Köln 1933, S. 69–78.
- Grundsätzliches und Kritisches zur Caritasarbeit der Gegenwart I. Teil, in: Caritas 38 (=1933) (1), S. 6–12.
- Grundsätzliches und Kritisches zur Caritasarbeit der Gegenwart II. Teil, in: Caritas 38 (=1933), S. 56–59.
- Das Gesetz zur Verhütung erbkranken Nachwuchses vom 14. Juli 1933. Eine Übersicht über die gesetzlichen Bestimmungen, in: Caritas 38 (=1933) (12), S. 536–542.
- Das Verkehrsrecht nach § 82 des Ehegesetzes. Dissertation, Universität Gießen, 1944
- Rechtliche Fragen auf dem Wege vom Vollzug der Jugendstrafe in die Freiheit, in: Max Busch (Hrsg.): Erziehung zur Freiheit durch Freiheitsentzug. Internationale Probleme des Strafvollzugs an jungen Menschen, Neuwied/Berlin: Luchterhand 1969, S. 183–198.
- Herabsetzung des Volljährigkeits- und Ehemündigkeitsalters? In: Zeitschrift für das gesamte Familienrecht, 17 (1971). H. 6, S. 285–289.
- Die personenrechtliche Stellung der minderjährigen Ehefrau und Mutter nach dem BGB, in: Klemens Pleyer et al. (Hrsg.): Festschrift für Rudolf Reinhardt zum 70. Geburtstag 7. Juni 1972, Köln-Marienburg: O. Schmidt, ISBN 978-3-504-06001-5, S. 103–112.